# 톈진시항진기념비
톈진시항진기념비(중국어: 天津市抗震纪念碑 톈진스캉전지녠베이[*])는 탕산대지진 발생 10주년인 1986년 7월 28일 건립된 추모비이다. 위치는 중국 톈진시 허핑구 난징로-청두로-허베이로가 만나는 3거리에 있다. 1976년 7월 28일 오전 3시 42분(현지 시각) 발생한 탕산대지진 사망자 약 24만명을 추모하고자 하는 목적으로 톈진시 인민정부가 지진 발생 10주년 기념으로 설립했다.

## 역사
1986년 4월 탕산 지진 10주년 직전, 톈진시장이었던 리루이환이 항진기념비 건립을 제안하고 톈진시 전역에서 제안서를 모집했다. 당시 톈진 대학 건축학과에서 제출한 설계서 하나가 당첨되어 톈진시 인민정부가 톈진 대학 건축설계연구소에 기념비 설계를 맡겼고, 톈진 대학 건축설계연구소 연구소장인 천바오장이 설계자로 나서 기념비 구조를 설계했다. 기념비 기초는 철근 콘크리트로 주조했으며 바닥에서 11 m 높이로 수백개의 통 시멘트 블록을 기념비 상단에 설치했다. 자재는 산둥성 지난시에서 제조, 운송되어 베이징 관련 부서에서 조립했으며 1986년 7월 28일 완공되었다.

## 같이 보기
- 탕산지진기념비
- 탕산 지진